# آرمان قاسمی
آرمان قاسمی (زاده ۲۱ مرداد ۱۳۶۸؛ تهران) بازیکن فوتبال اهل ایران است که در پست دفاع چپ برای باشگاه ذوب‌آهن در لیگ برتر ایران بازی می‌کند.

## دوران باشگاهی

### ذوب‌آهن
آرمان قاسمی در ۲ شهریور ۱۴۰۰ با عقد قراردادی یک ساله از تیم پیکان به باشگاه ذوب‌آهن پیوست. وی اولین گل خود برای این تیم را در دیدار مقابل تراکتور در دقیقه ۴۵ از روی نقطه پنالتی به ثمر رساند.